# Протести на Шрі-Ланці (2022)
Протести на Шрі-Ланці (синг. ශ්‍රී ලාංකික විරෝධතා, там. இலங்கையின் மக்கள் போராட்டம்) — акції протесту проти уряду та президента Готабая Раджапакса в Шрі-Ланці, які проходили в 2022 році, починалися як акції протесту які згодом переросли у масштабні протести та захват адміністративних будівель зокрема президентського палацу.
Протестувальники націлилися на членів сім'ї Раджапаксу та міністрів уряду. Уряд відреагував авторитарними діями, такими як оголошення надзвичайного стану, дозвіл військовим заарештовувати мирних жителів, введення комендантської години, обмеження соцмереж, таких як Facebook, Twitter, WhatsApp, Instagram, Viber та YouTube, напади на протестувальників та журналістів та арест інтернет-активістів Уряд також порушив конституцію, намагаючись придушити протести.
Протестам вдалося досягти значного успіху, включаючи усунення з посади офіційних осіб та міністрів, включаючи членів сім'ї Раджапакса та їх близьких соратників, та призначення більш кваліфікованих та досвідчених посадових осіб.

## Події які передували
З 2010 р. у Шрі-Ланці спостерігається різке зростання зовнішнього боргу, яке призвело до 42,6 % ВВП країни в 2019 р. Початок глобальної рецесії, викликаної пандемією COVID-19, прискорив кризу, і до 2021 р. зовнішній борг зріс до 101 % національного ВВП, який визвав економічну кризу. Чинний уряд Шрі-Ланки на чолі з президентом Готабаєм Раджапаксу робив безперервні каскадні політичні помилки, що призвело до ще більш важчої економічної кризи. До них відносяться значні скорочення податків, які вплинули на податково-бюджетну політику та скорочення державних доходів, посилення бюджетного дефіциту, а також інфляції.
Щоб покрити державні витрати, Центральний банк почав друкувати гроші в рекордних кількостях, ігноруючи рекомендації міжнародного валютного фонду (МВФ) припинити це робити і натомість підвищити відсоткові ставки та податки при одночасному скороченні видатків, а також інше попередження МВФ про те, що продовження друкування грошей призвело б до економічного колапсу. У квітні 2021 року президент Готабая Раджапакса оголосив, що Шрі-Ланка дозволить лише органічне землеробство, повністю заборонивши агрохімічні добрива. Падіння виробництва чаю лише через заборону добрив призвело до економічних втрат близько 425 мільйонів доларів. Заборона також сприяла падінню виробництва рису на 20 % протягом перших шести місяців. Внаслідок цього Шрі-Ланка перейшла від самозабезпечення виробництвом рису до необхідності імпортувати рис вартістю 450 мільйонів доларів. Були зроблені заяви про те, що Шрі-Ланка є частиною китайської боргової пастки, оскільки Китай був основним джерелом кредитів для багатьох мегапроектів, життєздатність яких піддавалася сумніву, але існування боргової пастки оспорювалося.
З появою братів Безіла Раджапакса як міністра фінансів і Махінді Раджапакса як прем'єр-міністра серед критиків посилилося почуття кумівства та корупції. Хоча члени сім'ї Раджапаксу були звинувачені в корупції на місцевому рівні, вони не змогла довести ці звинувачення в суді. У 2021 році Міжнародний консорціум журналістів-розслідувачів опублікував «Папери Пандори», в яких фігурував Нірупама Раджапакса, яка використовувала офшорні підставні компанії та трасти, щоб таємно зберігати сімейне багатство у всьому світі. У 2022 році, коли в Шрі-Ланці почали зростати протести, Джалія Чітран Вікрамасурія, двоюрідна сестра братів Раджапакса, визнала себе винною в окружному суді США за розкрадання 300 мільйонів доларів у уряда Шрі-Ланки під час купівлі нової будівлі посольства у 2013 році.

## Хід протестів
Більшість протестувальників не пов'язані з жодною політичною партією, деякі навіть висловили невдоволення нинішньою парламентською опозицією. Декілька протестів було проведено особами, пов'язаними з політичними партіями, але згодом провалилися через відсутність підтримки.
Протести були здебільшого організовані широкою громадськістю, включаючи вчителів, студентів, лікарів, медсестер, IT-фахівців, фермерів, юристів, громадських активістів, спортсменів, інженерів та поліцейських. Протестувальники зазвичай скандують такі гасла, як «Іди додому, Гото!» і «Ідіть додому, Раджапакси!». Молодь Шрі-Ланки відіграла важливу роль у проведенні акцій протесту в Galle Face Green, скандуючи такі гасла, як «Ви зв'язалися не з тим поколінням!» і «Не грайте з нашим майбутнім!»
У відповідь на протести було оголошено надзвичайний стан, введена комендантська година, обмежена робота соціальних мереж, таких як Facebook, Twitter, WhatsApp, Instagram, Viber та YouTube, були заарештовані інтернет-активісти, а також, як повідомляє низка ЗМІ, відбувалися напади на протестувальників та журналістів. Ці заходи посилили громадське несхвалення уряду, і стали початком демонстрацій проти придушення основних прав людини. Блокування соціальних мереж також мало неприємні наслідки для уряду країни: жителі Шрі-Ланки почали масово використовувати VPN, що призвело до поширення протестних хештегів #GoHomeRajapaksas та #GoHomeGota, у таких країнах, як Сполучені Штати Америки, Сінгапур та Німеччина. Блокування було знято в той же день. Крім того, Комісія з прав людини Шрі-Ланки засудила цей захід і викликала посадових осіб, відповідальних за придушення дій протестувальників.
3 квітня всі 26 членів кабінету Готабая Раджапакса, за винятком прем'єр-міністра, масово подали у відставку. ЗМІ зазначили, що відставка не була дійсною, оскільки вони не дотримувалися конституційного протоколу і вважали її «удаваною», наступного дня кілька людей було відновлено в різних міністерствах. Головний парламентський організатор Джонстон Фернандо наполягав на тому, що президент не піде у відставку за жодних обставин, незважаючи на численні заклики протестувальників, опозиції та широкої громадськості.
12 квітня Шрі-Ланка оголосила дефолт із зовнішнього боргу на тлі кризи та протестів.
12 травня новим прем'єр-міністром Шрі-Ланки було призначено Раніла Вікрамасінгхе.
Станом на 27 червня в країні не залишилося бензину і дизеля навіть удень. Кабінет міністрів зупинив продаж палива на два тижні, щоб зберегти його на випадок надзвичайних ситуацій. Виняток було зроблено лише для медичного та продовольчого секторів. Офіційний представник уряду Бандула Гунавардане попередив, що громадський транспорт припинить роботу найближчим часом.
Президент Шрі-Ланки Готабая Раджапакса повідомив, що США надішлють його країні додатково $20 млн у вигляді допомоги для боротьби з наслідками економічної кризи.
Протестуючим вдалося досягти значних успіхів, включаючи усунення з посади чиновників та міністрів, у тому числі членів родини Раджапакса та її близьких соратників, яких вважають відповідальними за економічну кризу, та призначення більш кваліфікованих експертів та досвідчених чиновників, включаючи створення Консультативної групи з багатосторонньої взаємодії та прийнятності рівня боргу.
9 липня 2022 року протестувальники захопили резиденцію президента Шрі-Ланки, Готабая Раджапакса втік з країни, спікер парламенту, якого називають тимчасовим главою країни, закликав прем'єра та президента піти у відставку. Того ж дня прем'єр Шрі-Ланки Раніл Вікрамасінгхе оголосив про відставку.